# Hudson River Wind Meditations
Hudson River Wind Meditations je studiové album Lou Reeda složené z meditační hudby. Album vyšlo v dubnu roku 2007.

## Seznam skladeb
Všechny skladby napsal Lou Reed.
1. "Move Your Heart" (28:54)
2. "Find Your Note" (31:35)
3. "Hudson River Wind (Blend the Ambiance)" (1:50)
4. "Wind Coda" (5:23)